# Divisione Nazionale 1933-1934
La Divisione Nazionale 1933-34 fu il 6º campionato nazionale italiano di rugby a 15 di prima divisione.
Si tenne dal 14 gennaio 1934 al 20 maggio 1934 tra 11 squadre ripartite, durante la prima fase del torneo, in tre gironi, due dei quali a 4 squadre ciascuna, e uno da 3.
Al girone finale di quattro squadre accedettero la prima classificata di ogni girone, più la vincitrice di uno spareggio a tre tra le seconde classificate; ogni gara di spareggio era da disputarsi in partita unica a Roma, ma Padova rinunciò dopo la prima partita, per cui lo spareggio divenne, di fatto, tra Bologna e GUF Napoli, con vittoria della prima.
Nel girone finale prevalse l'Amatori Milano che, così, si laureò campione d'Italia per la sesta volta consecutiva in sei edizioni di campionato.

## Squadre partecipanti
| Girone A       | Girone B       | Girone C    |
| -------------- | -------------- | ----------- |
| Bersaglieri MI | Padova         | GUF Firenze |
| Bologna        | Amatori Milano | GUF Napoli  |
| GUF Padova     | GUF Genova     | Rugby Roma  |
| GUF Torino     | Torino         |             |

## Prima fase

### Girone A
|      | Risultati                |      |
| ---- | ------------------------ | ---- |
| 6-5  | Bersaglieri - Bologna    | 0-3  |
| 0-6  | GUF Padova - GUF Torino  | 0-3  |
| 6-0  | Bersaglieri - GUF Torino | 3-0  |
| 6-0  | Bologna - GUF Padova     | 30-0 |
| 3-14 | GUF Padova - Bersaglieri | 0-12 |
| 3-0  | GUF Torino - Bologna     | 0-10 |

#### Classifica
| Pos | Squadra        | G | V | N | P | PF | PS | DP  | Pt |
| --- | -------------- | - | - | - | - | -- | -- | --- | -- |
| 1   | Bersaglieri MI | 6 | 5 | 0 | 1 | 41 | 11 | +30 | 10 |
| 2   | Bologna        | 6 | 4 | 0 | 2 | 54 | 9  | +45 | 8  |
| 3   | GUF Torino     | 6 | 3 | 0 | 3 | 12 | 19 | −7  | 6  |
| 4   | GUF Padova     | 6 | 0 | 0 | 6 | 3  | 71 | −68 | 0  |

### Girone B
|      | Risultati                   |      |
| ---- | --------------------------- | ---- |
| 14-0 | Amatori Milano - GUF Genova | 20-0 |
| 0-0  | ACF Padova - Amatori Milano | 0-7  |
| 8-9  | GUF Genova - Torino         | 0-8  |
| 3-0  | Amatori Milano - Torino     | 24-0 |
| 0-3  | GUF Genova - ACF Padova     | 0-0  |
| 0-5  | Torino - ACF Padova         | 0-9  |

#### Classifica
| Pos | Squadra        | G | V | N | P | PF | PS | DP  | Pt |
| --- | -------------- | - | - | - | - | -- | -- | --- | -- |
| 1   | Amatori Milano | 6 | 5 | 1 | 0 | 68 | 0  | +68 | 11 |
| 2   | Padova         | 6 | 3 | 2 | 1 | 17 | 7  | +10 | 8  |
| 3   | Torino         | 6 | 2 | 0 | 4 | 17 | 49 | −32 | 4  |
| 4   | GUF Genova     | 6 | 0 | 1 | 5 | 8  | 54 | −46 | 1  |

### Girone C
|      | Risultati                |      |
| ---- | ------------------------ | ---- |
| 7-30 | GUF Napoli - Rugby Roma  | 0-31 |
| 60-0 | Rugby Roma - GUF Firenze | 19-3 |
| 0-03 | GUF Firenze - GUF Napoli | 3-11 |

#### Classifica
| Pos | Squadra     | G | V | N | P | PF  | PS | DP   | Pt |
| --- | ----------- | - | - | - | - | --- | -- | ---- | -- |
| 1   | Rugby Roma  | 4 | 4 | 0 | 0 | 140 | 10 | +130 | 8  |
| 2   | GUF Napoli  | 4 | 2 | 0 | 2 | 21  | 64 | −43  | 4  |
| 3   | GUF Firenze | 4 | 0 | 0 | 4 | 6   | 93 | −87  | 0  |

### Riqualificazione
| Roma 4 marzo 1934 | GUF Napoli | 6 – 0 referto | Padova |  |

| Arbitro: | Pierre Theron |

|           |    |                                        |
| Manna 35’ | mt | 57’ Bassi 59’, 70’ Zorzi 80’ Pederzini |

## Seconda fase
|      | Risultati                    |      |
| ---- | ---------------------------- | ---- |
| 6-5  | Rugby Roma - Bersaglieri     | 20-0 |
| 4-0  | Amatori Milano - Bologna     | 4-3  |
| 16-3 | Amatori Milano - Rugby Roma  | 4-5  |
| 0-0  | Bologna - Bersaglieri        | 3-3  |
| 3-0  | Amatori Milano - Bersaglieri | 3-0  |
| 14-6 | Bologna - Rugby Roma         | 0-30 |

### Classifica
| Pos | Squadra        | G | V | N | P | PF | PS | DP  | Pt |
| --- | -------------- | - | - | - | - | -- | -- | --- | -- |
| 1   | Amatori Milano | 6 | 5 | 0 | 1 | 34 | 11 | +23 | 10 |
| 2   | Rugby Roma     | 6 | 4 | 0 | 2 | 70 | 39 | +31 | 8  |
| 3   | Bologna        | 6 | 1 | 2 | 3 | 20 | 47 | −27 | 4  |
| 4   | Bersaglieri MI | 6 | 0 | 2 | 4 | 8  | 35 | −27 | 2  |

## Verdetti
- Amatori Milano: campione d'Italia